# Gregorio Celli
Gregorio Celli (Verucchio, 1225 circa – Rieti, 1343 circa) è stato un religioso italiano. Sacerdote dell'Ordine di Sant'Agostino, il suo culto come beato è stato confermato da papa Clemente XIV nel 1769.

## Biografia
Le notizie biografiche sul beato sono piuttosto tarde e sono desunte da una Vita composta dall'agostiniano Luigi Torelli: nato attorno al 1225 a Verucchio, Gregorio fu battezzato nella pieve di San Martino; perse il padre all'età di tre anni e all'età di quindici anni abbracciò la vita religiosa come frate laico tra gli eremitani di Sant'Agostino del convento del suo paese.
Contrastato dai suoi confratelli, che gli rimproveravano il rigore ascetico, si allontanò dal suo convento e si ritirò in un eremo sul monte Carnerio, presso il santuario francescano di Fonte Colombo. Vi si spense attorno al 1343 e, secondo la tradizione, il suo corpo, tornò prodigiosamente nel suo paese natale.

## Il culto
Le prime testimonianze del culto dell'agostiniano risalgono all'ultimo ventennio del Trecento. Pare che già papa Innocenzo VI avesse emanato un decreto di beatificazione nel 1357 ma, in assenza di documentazione, nel 1757 presso la curia vescovile di Rimini fu istituito un processo per l'approvazione del culto.
Papa Clemente XIV (che aveva vissuto a Verrucchio), con decreto del 16 settembre 1769, ne confermò il culto con il titolo di beato.
Il suo elogio si legge nel martirologio romano all'11 maggio.